# Helike (måne)
Helike (XLV, S/2003 J6) är en av Jupiters månar. Den upptäcktes den 6 februari 2003 av en grupp astronomer vid University of Hawaii. Helike är cirka 4 kilometer i diameter och roterar kring Jupiter på ett avstånd av cirka 20 540 000 kilometer.